# Rustock
Rustock foi uma rede de botnets que chegou a contar com cerca de dois milhões de computadores infectados trabalhando no envio de spam.